# 瓦尔肯多夫
瓦尔肯多夫是德国梅克伦堡-前波美拉尼亚州的一个市镇。总面积27.68平方公里，总人口454人，其中男性230人，女性224人（2011年12月31日），人口密度16人/平方公里。